# Cầu (đường sắt)

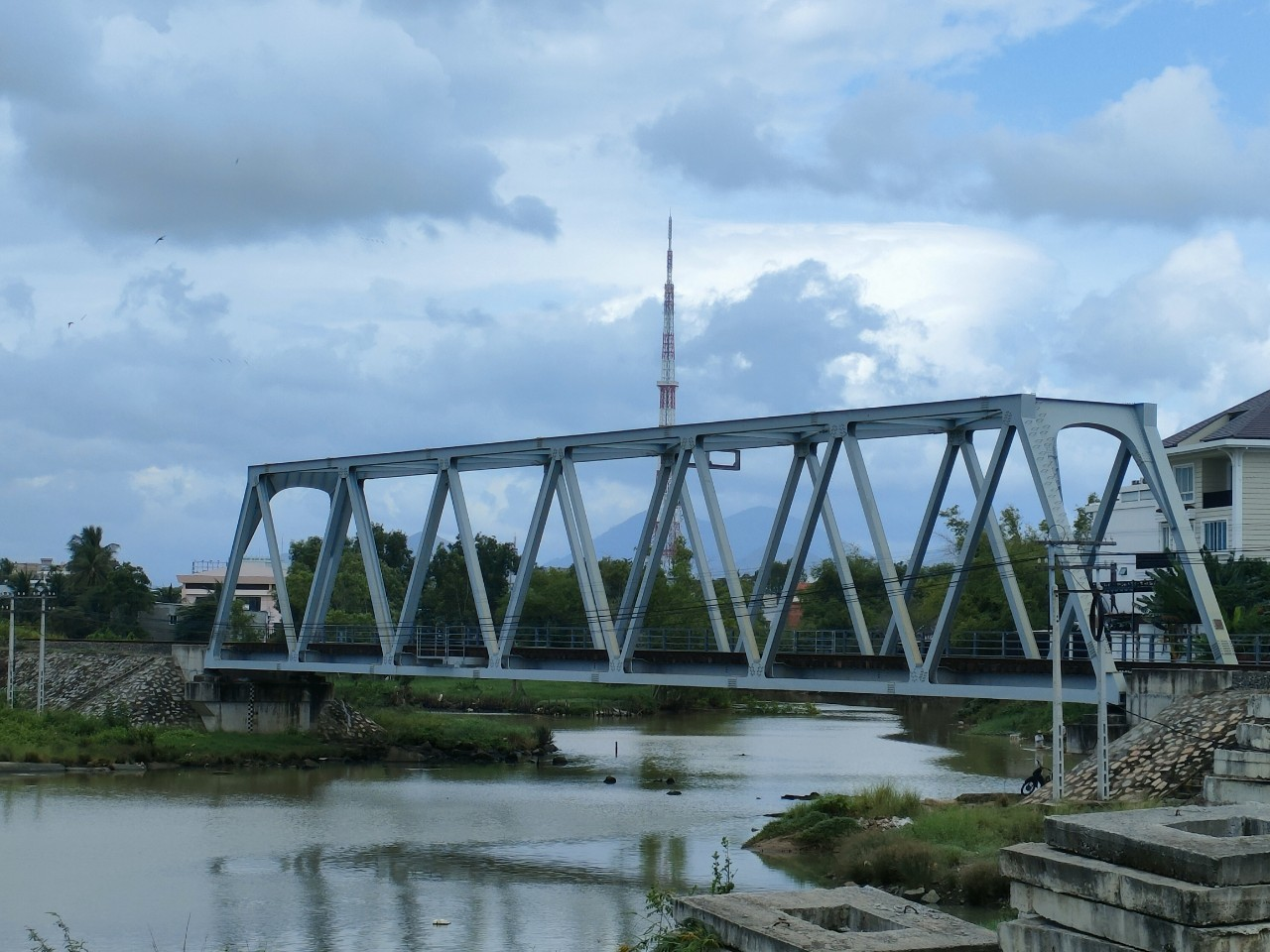
Cầu đường sắt nằm trên tuyến Đường sắt Bắc Nam đoạn đi qua Nha Trang, Khánh Hòa, Việt Nam

Là công trình thuộc lĩnh vực đường sắt nối liền 2 hay nhiều điểm khác nhau, giúp các phương tiện đường sắt di chuyển giữa các vị trí ấy được dễ dàng hơn. Là một công trình giao thông được bắc qua các chướng ngại nước như: rãnh nước, dòng suối, dòng sông, hồ, biển, thung lũng, hay các chướng ngại khác.